# 피에트라페라차나
피에트라페라차나(이탈리아어: Pietraferrazzana)는 이탈리아 아브루초주 키에티도에 있는 코무네이다.